# 跳水

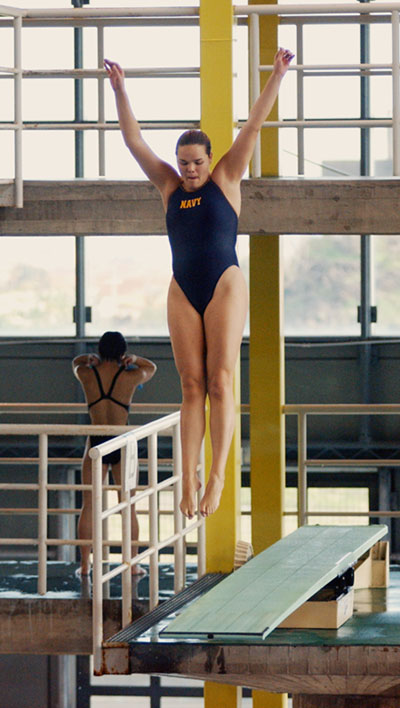
跳板跳水

跳水是國際公認的競技運動之一，分為跳板跳水和跳臺跳水兩種，運動員在1m、3m跳板或5m、7.5m、10m跳臺做出指定動作。這項競技運動是由世界水上運動總會 World Aquatics ( 前稱 國際泳聯 FINA)管理，並每四年更新一次規則。
另外，非由國際泳聯管理的競技跳水有懸崖跳水。由運動飲料贊助的極限跳水比賽，每年巡迴不同國家的風景名勝進行賽事，賽事結合表演和競賽兩種性質。
高台跳水 由 2013年世界游泳錦標賽 引入，分男女兩項，男子 27 米, 女子 20 米跳台上 比賽 同樣由 世界水上運動總會 World Aquatics 管理 。
而非競技跳水包括花式跳水及花式高台跳水等等，多以表演性質為主。

## 起源

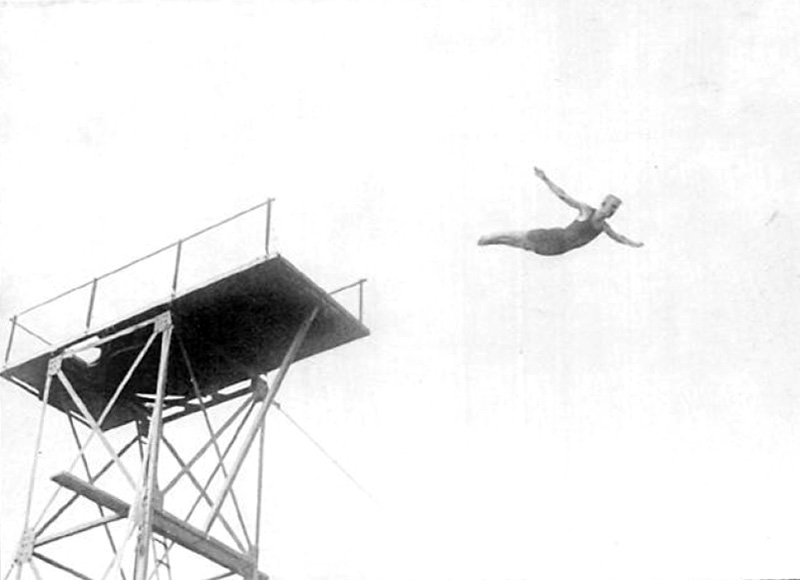
高台跳水（早期）

跳水的歷史非常久遠。從人類掌握了游泳技能後，就開始有了簡單的跳水活動。早在公元前五世紀時，古希臘花瓶上就有描繪一群可愛的小男孩正頭朝下作跳水狀的圖案。中國在宋代出現了名為「水鞦韆」的簡單跳水器械。17世紀，在斯堪的納維亞半島、地中海、紅海沿岸一帶的港口，盛行從岸上、桅杆上跳入水中的活動。同時瑞典與德國的體操運動員為了要安全的練習空中滾翻的動作，在水邊的架上練習。

### 現代跳水
現代跳水運動始於20世紀，當1900年瑞典運動員在第2屆奧運會上表演了跳水，1904年在聖路易斯奧運會上，跳水首次列入奧運會項目 當時 設有 跳水跳遠(Plunge for distance) 及 跳台(10米台)跳水。1908年跳板跳水(3米)首次列入奧運會項目並制訂較完善規則，以替代 跳水跳遠 比賽。1912年於斯德哥爾摩的第五奧屆運會上增設了女子比賽項目，而到2000年雪梨奧運會增加雙人跳水跳台及跳板項目。
現代競技跳水是隨著其它歐美體育在二十世紀初傳入中國的。1979年以來，中國選手在各國際重大比賽中獲得優異成績。在世界跳水運動中處於領先地位的國家有中國、俄羅斯、美國、德國、加拿大等。跳水運動要求有空中的感覺，協調，柔韌性，優美，平衡感和時間感等素質。
跳板所谓1米或3米是指板面距离水面的距离，误差不得超过5%，板面宽为50厘米，长为4米，板面必须防滑，板面应与水面平行，角度误差不得。

## 跳台高度

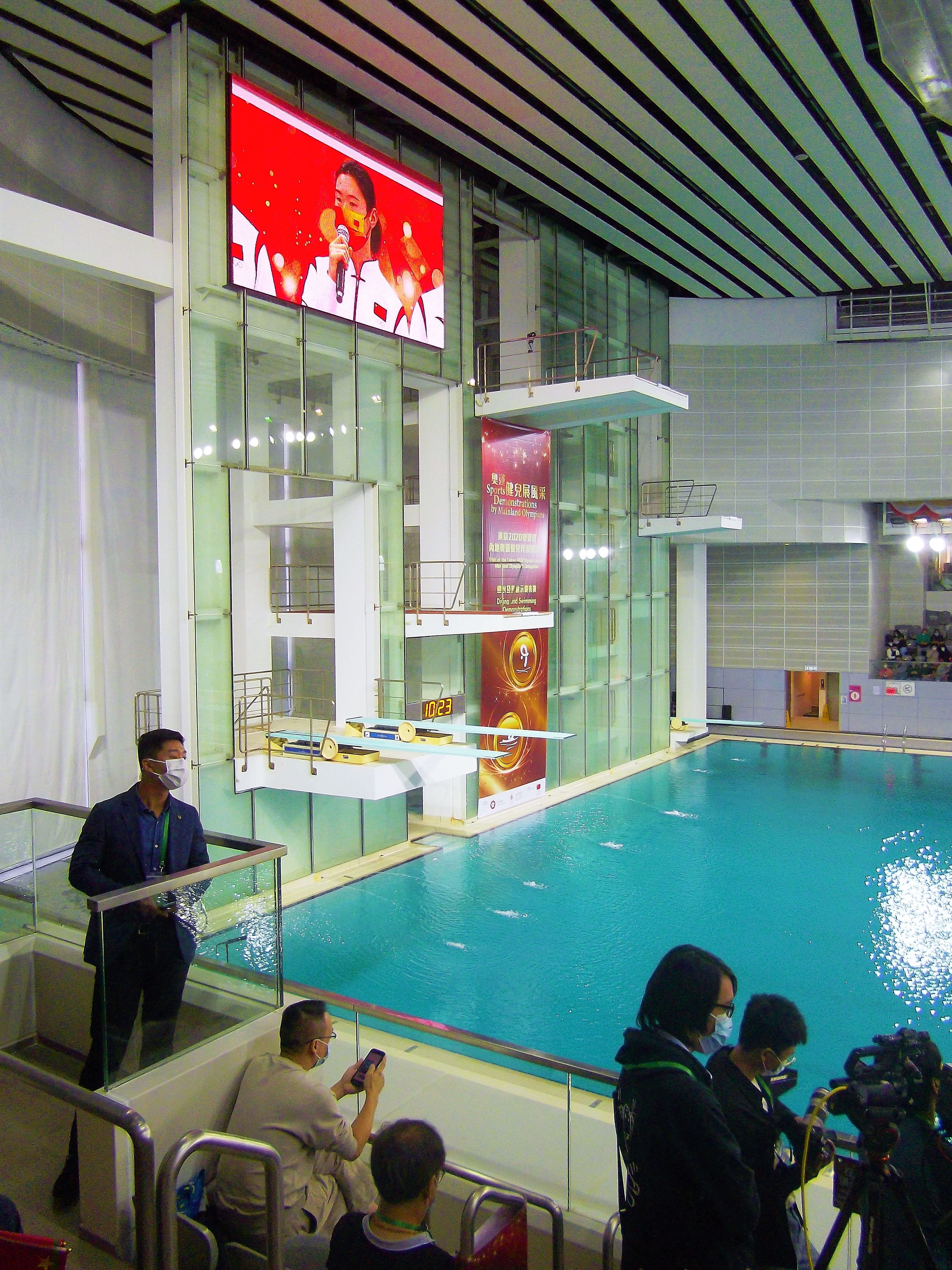
香港維多利亞公園游泳池設有不同高度的跳水彈板與跳水高台

即距水面的距离误差也是不得超過5%,台面至少要長6米，宽2米，台面要防滑，前端要伸出池内1.5米，台座要缩入池沿1.5米，在距离台前端垂直线后方1米、前方10.5米、左右各4.5范围内不得有任何障碍物，水深至少要达到4.5米。
跳水池底要平滑，坡度不得超過45°，池面水不能平稳，要保持波动，以使运动员可以看见水面。

## 選手衣著及裝備
男運動員通常穿着競賽型三角泳褲 作賽，而女運動員則穿着單件式連體泳衣。所有泳衣必須符合基本體面 , 泳衣設計限制不得覆蓋頸部，亦不得延伸至肩膀以下或膝蓋以下。
部分選手亦會配戴護腕，以減低手腕受傷的機會。

## 动作

### 組別
跳水動作根據運動員起跳前站立的方向和起跳後身體運動的方向，分為以下6個组： 
- 第1組：向前，面對泳池向前跳水。
- 第2組：向後，面對板（臺）向後跳水。
- 第3組：向外/反身，面對池反身跳水。
- 第4組：向內，面對板（臺）向內跳水。
- 第5組：轉體跳水。
- 第6組：臂立跳水 （僅在跳臺跳水中採用）。

### 姿勢
跳水動作的姿勢：
- 直體（用「A」表示）
- 屈體（用「B」表示）
- 抱膝（用「C」表示）
- 翻騰兼轉體的任意姿勢（用「D」表示）共4種。

（翻騰兼轉體的任意姿勢只限跳板一周至一周半翻騰之轉體動作，及跳台臂立一周至二周翻騰之轉體動作例子如5132D，6124D，其實所謂任意姿勢並不是指任何空中姿勢，而是在翻騰兼轉體中運動員可以選擇直體A、屈體B或抱膝C進行翻騰，而難度系數不會因為使用的姿勢而改變。詳細請參考動作難度系數方程式）

### 號碼
每組的跳水動作都有自己的號碼數，以表示動作組別和翻騰轉體的周數。例如：1至4組動作的號碼均采用3位數。
第一個數代表動作組別，第二個數代表飛身動作（如果第二位數是「0」，則表示沒有飛身動作），第三個數代表翻騰周數（以「1」為半周，「2」為一周，「3」為一周半，以此類推）。例如「201」，表示第二組向後跳水翻轉半周；「305」，表示第三組反身翻騰兩周半；「113」，表示向前飛身翻騰一周半。 
| 方向組別 | 飛身動作   | 翻騰周數   | 空中姿勢 |
| -------- | ---------- | ---------- | -------- |
| 2        | 0          | 1          | A        |
| 向後     | 無飛身動作 | 半周       | 直體     |
| 3        | 0          | 5          | C        |
| 反身     | 無飛身動作 | 翻騰兩周半 | 抱膝     |
| 1        | 1          | 3          | B        |
| 向前     | 飛身動作   | 翻騰一周半 | 屈體     |

第5組轉體動作采用4位數。
第一位數表示第5組（特指轉體跳水）。第二位數表示翻騰轉體的方向（即前說之1至4組）；第三位數表示翻騰周數；第四位數表示轉體周數，計算方法同前。例如：「5136」動作中，「5」表示第5組轉體跳水，「1」表示用第1組向前跳水的方向完成翻騰轉體，「3」表示翻騰一周半，「6」表示轉體三周。再如「5337」動作是指第5組轉體動作，采用第3組反身跳水方向完成翻騰轉體，翻騰一周半，轉體三周半。
| 轉體動作 | 方向組別 | 翻騰周數   | 轉體周數   | 空中姿勢 |
| -------- | -------- | ---------- | ---------- | -------- |
| 5        | 1        | 3          | 2          | D        |
| -        | 向前     | 翻騰一周半 | 轉體一周   | 任意姿勢 |
| 5        | 3        | 3          | 7          | B        |
| -        | 反身     | 翻騰一周半 | 轉體三周半 | 屈體     |

第6組臂立動作也采用3位數。
第一位數表示第6組（特指臂立跳水）；第二位數表示臂立跳水的方向；第三位數表示翻騰周數（計算方法同上）。例如「614」動作中「6」表示第6組臂立跳水，「1」表示采用第一組向前跳水方向翻騰，「4」表示翻騰兩周。再如「632」，是指第6組的臂立跳水動作，用反身跳水方向翻騰一周。
臂立跳水
| 臂立跳水 | 方向組別 | 翻騰周數 | 空中姿勢 |
| -------- | -------- | -------- | -------- |
| 6        | 1        | 4        | B        |
| -        | 向前     | 翻騰兩周 | 屈體     |
| 6        | 3        | 2        | B        |
| -        | 反身     | 翻騰一周 | 屈體     |

臂立轉體 采用4位數表示。
| 臂立轉體 | 方向組別 | 翻騰周數 | 轉體周數 | 空中姿勢 |
| -------- | -------- | -------- | -------- | -------- |
| 6        | 1        | 2        | 4        | D        |
| 臂立轉體 | 向前     | 翻騰一周 | 轉體二周 | 任意姿勢 |
| 6        | 1        | 6        | 2        | C        |
| 臂立轉體 | 向前     | 翻騰三周 | 轉體一周 | 抱膝     |

### 難度系數
動作難度系數是表明運動員完成動作的難易程度。國際跳水競賽規則為每一個跳水動作確定了相應的難度系數，它根據動作組別、競賽項目（跳板、跳臺）、高度、動作姿勢和翻騰轉體的周數等方面的差異來確定其數值。運動員跳水時，動作簡單，難度系數就低；動作複雜，難度系數就高。
例如：3米板103B，難度系數為1.6。10米跳台的307C，難度系數為3.4。
對於同一動作，因高度不同，難度系數也有區別。例如同是405C，1米板的難度系數為3.0，3米板的難度系數為2.7。目前，國際跳水競賽規則難度表上列出的最高難度動作是；3米板209B難度系數4.8；10米臺309B與638B難度系數皆為4.8，轉體為5156B 3米板 3.9及5275B 10米臺 4.2。

#### 難度系數方程式
動作難度系數的計算由五個數據相加組成，包括 
A 翻騰周數 + B 空中姿勢+ C 轉體 + D 組別 / 高度 + E 入水面向
| 動作 | 姿勢 | 高度  | A   | B   | C   | D   | E   | 難度系數 |
| ---- | ---- | ----- | --- | --- | --- | --- | --- | -------- |
| 5132 | D    | 3米板 | 1.5 | 0   | 0.6 | 0   | 0   | 2.1      |
| 313  | C    | 3米板 | 1.5 | 0.2 | 0   | 0.3 | 0.2 | 2.2      |

詳細請參考動作難度系數方程式

## 比賽項目
跳水比賽一般設男、女跳板跳水、跳臺跳水和雙人跳臺/板8個項目。跳板跳水比賽分為1米及3米跳板上進行，但是奧運會只有3米板無1米板。

### 跳板比賽
男子跳板：跳水比賽跳6個無難度系數限制的動作，從臂立跳水以外的不同組別中選出，剩餘的1個動作可選自任何組別。
女子跳板：跳水比賽跳5個無難度系數限制的動作，從臂立跳水以外的不同組別中選出。

### 跳臺比賽
跳臺跳水比賽可在5米、7.5米和10米跳臺上進行，但是奧運會、世界錦標賽和世界杯賽及國內重要的跳水比賽，只限在10米跳臺。
男子跳臺：跳水比賽跳6個無難度系數限制的動作，需從6個不同組別選出6個動作（即每一組動作皆需出現，尤其是臂立跳水）。
女子跳臺：跳水比賽跳5個無難度系數限制的動作，需從6個不同組別選出5個動作。

### 雙人比賽
女子雙人跳台/跳板跳水比賽跳5個動作，其中首兩個基本動作不論難度系數多少均定為2.0，及無難度系數限制的3個動作。5個動作需由5個不同組別選出
男子雙人跳台/跳板跳水比賽跳6個動作，其中首兩個基本動作不論難度系數多少均定為2.0，及無難度系數限制的4個動作。6個動作需從5個不同組別選出
雙人跳台/跳板跳水比賽 運動員需兩人同時演出相同的動作（包括空中姿勢）。
另外，雙人跳板跳水比賽中所有向前動作均需使用走板方式完成動作(向前及反身及轉体動作向前動作)。

### 混合團體項目（Mixed Team Event）
於2015年在世界游泳錦標賽上引入 。
每隊由至少一名男選手與一名女選手組成，最多不超過四名選手。所有選手必須來自同一代表隊／國家（Federation）。每場比賽需完成6個動作，來自6個不同組別，無難度系數限制。
女選手完成2個動作, 男選手完成2個動作, 男女組成混合雙人組完成2個同步動作 。
跳水場地配置 及 比賽輪次安排：
| 輪次  | 動作  | 跳水台   | 運動員   |
| ----- | ----- | -------- | -------- |
| 第1輪 | 動作1 | 3米跳板  | 女子單人 |
| 第1輪 | 動作2 | 3米跳板  | 男子單人 |
| 第2輪 | 動作3 | 3米跳板  | 混合雙人 |
| 第3輪 | 動作4 | 10米跳台 | 女子單人 |
| 第3輪 | 動作5 | 10米跳台 | 男子單人 |
| 第4輪 | 動作6 | 10米跳台 | 混合雙人 |

### 混合雙人項目（Mixed Synchronised Diving）
1995年FINA跳水世界杯引入,  每組由一名男選手與一名女選手組成，來自同一代表隊／國家。可於世界游泳錦標賽、跳水世界盃等賽事中舉行。
每場比賽包含5輪動作，需從5個不同組別中選出 ，首兩輪：基本動作，難度系數一律為 2.0 ,後三輪：無難度系數限制，
可進行的場地包括 3米跳板 與 10米跳台 共兩項。其他要求與則與雙人跳水項目一樣

## 裁判及評分
跳水比賽的評分裁判有7人制和5人制兩種，奧運會、世界錦標賽和世界杯跳水比賽及國內重要比賽時，必須有7名裁判員評分，其它一般比賽可由5名裁判員評分。 雙人跳水比賽的評分裁判為11人制和9人制。
跳水比賽滿分為10分，可用0.5分給分。
評判時，裁判員按以下標准評分：
| 極 好  | 10分      |
| 很 好  | 8.5-9.5分 |
| 較 好  | 7-8分     |
| 普 通  | 5-6.5分   |
| 不 好  | 2.5-4.5分 |
| 不合格 | 0.5-2分   |
| 失 敗  | 0分       |

在比賽中，裁判員根據運動員的開始動作、助跑（即走板、跑臺）、起跳、空中動作和入水動作來評定分數。因此，運動員在比賽時助跑應平穩，起跳要果斷有力，起跳角度要恰當，並具有一定高度；空中姿勢優美，翻騰、轉體快速；入水時身體與水面垂直。 
運動員入水的水花一般認為越小越好。亦稱為壓水花技術，壓水花的確可以使整個動作完成得更完美，但它畢竟只是跳水運動中的一個環節，不能片面地僅以水花是否壓得好來判定整個動作完成得好不好。 對裁判在觀看跳水時必須記住每一個元素， 應該作為一個整體來評判，而不應過分強調任何單一元素。這種評判方法在入水方面尤其適用。如果跳水運動員以垂直且無水花的方式入水，則很容易原諒之前的缺陷。雖然良好的入水非常令人印象深刻，但跳水動作的所有部分必須視為一個整體進行評判。

### 單人

#### 五人裁判制
五名裁判員打出分數以後，先刪去最高和最低的無效分（兩者屬無效分），剩下三名裁判員的分數加起來得出的數字乘以運動員所跳動作的難度系數，便得出該動作的實得分。
例如5名裁判員的評分分別是 
5.5 + 5.0 + 5.0 + 5.0 + 4.5 = 15.0（總和）X 2.0（難度系數）= 30.0（實得分）
（注：刪去數字是無效分。下同。）

#### 七人裁判制
方法與五名裁判員評分方法相同，先刪去各自兩個最高和最低的分數（即四個無效分），剩下三名裁判員的分數相加再乘以運動員所跳動作的難度分數，便得出該動作的實得分。
共
10.0 + 10.0  + 9.5  + 10.0 + 10.0+ 9.5 + 10.0 = 30（總和）X 3.4（難度分數）= 102（實得分）
比賽結束後，把所跳動作的實得分相加，便是該運動員的總分。總分最高者為優勝，如兩人或兩人以上總分相等，則名次相同。

### 雙人
雙人跳水比賽的評分裁判為11人制為9人制，每種評分方式中均分為動作裁判（E-Execution）及同步裁判（S-Synchro）。
奧運會、世界錦標賽和世界杯賽需為11人制，而其他比賽如裁判人數許可亦應以11人制為先。

#### 十一人裁判制
運動員一動作裁判組（E）3名、運動員二動作裁判組（E）3名及同步裁判組（S）5名。　
動作裁判(E)由6人組成，分3個裁判一組。每組裁判個別給予單一運動員的動作分數，如正常比賽。裁判無需理會另一人之動作或兩人是否同步。
同步裁判(S)由5人組成，裁判只需給予兩名運動員的同步分數即兩人開始動作、助跑、起跳、空中動作和入水動作是否同步。
2組動作裁判(E)組個別刪去最高和最低的無效分，同步裁判(S)5人先刪去最高和最低的無效分，餘下2個動作裁判有效分及3名同步裁判有效分之和除以5乘以3(或乘以0.6)再乘以運動員所跳動作的難度系數，便得出該動作的實得分。
例如 :
動作裁判組一　[5.0, 5.0, 5.5]
動作裁判組二　[4.5, 5.5, 4.5]
同步裁判　　　[6.0, 5.5, 5.5, 5，4.5]
有效分總和 = [5.0] + [4.5] + [5.5 + 5.5 + 5] = 25.5
實得分數：
25.5（總和） X 0.6 X 2.0（難度）= 30.6（實得分）

#### 九人裁判制
同步裁判由5人組成，裁判只需給予兩名運動員的同步分數即兩人開始動作、助跑、起跳、空中動作和入水動作是否同步。
動作裁判由4人組成，分2個裁判一組。每組裁判個別給予單一運動員的動作分數，如正常比賽般。裁判無需理會另一人之動作或兩人是否同步。
動作裁判4人刪去最高和最低的無效分，同步裁判5人刪去最高和最低的無效分，餘下2名動作裁判及3名同步裁判的分數之和除以5乘以3(或乘以0.6)，再乘以運動員所跳動作的難度系數，便得出該動作的實得分。
例如 : 
動作裁判　　[5.0 + 5.0 + 5.0 + 4.5]
同步裁判　　[6.0 + 5.5 + 5.0 + 5.0 + 4.5]
有效分總和 = [5.0 + 5.0] + [5.5 + 5.0 + 5.0] = 25.5
實得分數：
25.5（總和）X 0.6 X 2.0（難度） = 30.6（實得分）

## 歷屆跳水冠軍

### 跳水世界盃

#### 男子
| 男子3米跳板 | 男子3米跳板       | 男子3米跳板 |
| 年份        | 冠軍              | 國家        |
| ----------- | ----------------- | ----------- |
| 1979年      | 斯諾德            | 德国        |
| 1981年      | 吉龍              | 墨西哥      |
| 1983年      | 格雷格·洛加尼斯   | 美国        |
| 1985年      | 譚良德            | 中国        |
| 1987年      | 格雷格·洛加尼斯   | 美国        |
| 1989年      | 譚良德            | 中国        |
| 1991年      | 马克·倫茲         | 美国        |
| 1993年      | 余卓成            | 中国        |
| 1995年      | 德米特里·薩烏丁   | 俄羅斯      |
| 1997年      | 德米特里·薩烏丁   | 俄羅斯      |
| 1999年      | 普拉塔斯          | 墨西哥      |
| 2000年      | 德米特里·薩烏丁   | 俄羅斯      |
| 2002年      | 德米特里·薩烏丁   | 俄羅斯      |
| 2004年      | 亚历山大·德斯帕蒂 | 加拿大      |
| 2006年      | 秦凱              | 中国        |
| 2008年      | 何沖              | 中国        |
| 2010年      | 何沖              | 中国        |
| 2012年      | 何沖              | 中国        |

| 男子10米跳臺 | 男子10米跳臺    | 男子10米跳臺 |
| 年份         | 冠軍            | 國家         |
| ------------ | --------------- | ------------ |
| 1979年       | 格雷格·洛加尼斯 | 美国         |
| 1981年       | 李宏平          | 中国         |
| 1983年       | 格雷格·洛加尼斯 | 美国         |
| 1985年       | 李孔政          | 中国         |
| 1987年       | 金博爾          | 美国         |
| 1989年       | 熊倪            | 中国         |
| 1991年       | 孫淑偉          | 中国         |
| 1993年       | 熊倪            | 中国         |
| 1995年       | 孫淑偉          | 中国         |
| 1997年       | 德米特里·薩烏丁 | 俄羅斯       |
| 1999年       | 田亮            | 中国         |
| 2000年       | 田亮            | 中国         |
| 2002年       | 田亮            | 中国         |
| 2004年       | 田亮            | 中国         |
| 2006年       | 周呂鑫          | 中国         |
| 2008年       | 克萊因          | 德国         |
| 2010年       | 馬修·米查姆     |              |
| 2012年       | 邱波            | 中国         |

| 男子雙人3米跳板 | 男子雙人3米跳板     | 男子雙人3米跳板 |
| 年份            | 冠軍                | 國家            |
| --------------- | ------------------- | --------------- |
| 1995年          | 阿利 / 凱文麥克馬洪 | 美国            |
| 1997年          | 貢明 / 徐浩         | 中国            |
| 1999年          | 余卓成 / 肖海亮     | 中国            |
| 2000年          | 熊倪 / 肖海亮       | 中国            |
| 2002年          | 王天淩 / 王峰       | 中国            |
| 2004年          | 彭勃 / 王克楠       | 中国            |
| 2006年          | 王峰 / 何沖         | 中国            |
| 2008年          | 王峰 / 秦凱         | 中国            |
| 2010年          | 秦凱 / 羅玉通       | 中国            |
| 2012年          | 秦凱 / 羅玉通       | 中国            |

| 男子雙人10米跳臺 | 男子雙人10米跳臺 | 男子雙人10米跳臺 |
| 年份             | 冠軍             | 國家             |
| ---------------- | ---------------- | ---------------- |
| 1995年           | 田亮 / 肖海亮    | 中国             |
| 1997年           | 黃強 / 李成偉    | 中国             |
| 1999年           | 田亮 / 孫淑偉    | 中国             |
| 2000年           | 田亮 / 黃強      | 中国             |
| 2002年           | 田亮 / 羅玉通    | 中国             |
| 2004年           | 田亮 / 楊景輝    | 中国             |
| 2006年           | 林躍 / 火亮      | 中国             |
| 2008年           | 林躍 / 火亮      | 中国             |
| 2010年           | 張雁全 / 曹緣    | 中国             |
| 2012年           | 張雁全 / 曹緣    | 中国             |

#### 女子
| 女子3米跳板 | 女子3米跳板     | 女子3米跳板 |
| 年份        | 冠軍            | 國家        |
| ----------- | --------------- | ----------- |
| 1979年      | 麥克法蘭        |             |
| 1981年      | 史美琴          | 中国        |
| 1983年      | 李藝花          | 中国        |
| 1985年      | 李藝花          | 中国        |
| 1987年      | 高敏            | 中国        |
| 1989年      | 高敏            | 中国        |
| 1991年      | 巴爾達斯        | 德国        |
| 1993年      | 談舒萍          | 中国        |
| 1995年      | 伏明霞          | 中国        |
| 1997年      | 布林默          | 加拿大      |
| 1999年      | 梁小橋          | 中国        |
| 2000年      | 郭晶晶          | 中国        |
| 2002年      | 郭晶晶          | 中国        |
| 2004年      | 尤里娅·帕卡琳娜 | 俄羅斯      |
| 2006年      | 吳敏霞          | 中国        |
| 2008年      | 吳敏霞          | 中国        |
| 2010年      | 何姿            | 中国        |
| 2012年      | 吳敏霞          | 中国        |

| 女子10米跳臺 | 女子10米跳臺  | 女子10米跳臺 |
| 年份         | 冠軍          | 國家         |
| ------------ | ------------- | ------------ |
| 1979年       | 卡利尼娜      | 苏联         |
| 1981年       | 陳肖霞        | 中国         |
| 1983年       | 陳肖霞        | 中国         |
| 1985年       | 米切爾        | 美国         |
| 1987年       | 許豔梅        | 中国         |
| 1989年       | 威廉姆斯      | 美国         |
| 1991年       | 米羅什娜      | 苏联         |
| 1993年       | 池彬          | 中国         |
| 1995年       | 池彬          | 中国         |
| 1997年       | 博伊洛        | 加拿大       |
| 1999年       | 桑雪          | 中国         |
| 2000年       | 李娜          | 中国         |
| 2002年       | 勞麗詩        | 中国         |
| 2004年       | 劳拉·威爾金森 | 美国         |
| 2006年       | 賈童          | 中国         |
| 2008年       | 陳若琳        | 中国         |
| 2010年       | 胡亞丹        | 中国         |
| 2012年       | 陳若琳        | 中国         |

| 女子雙人3米跳板 | 女子雙人3米跳板   | 女子雙人3米跳板 |
| 年份            | 冠軍              | 國家            |
| --------------- | ----------------- | --------------- |
| 1995年          | 郭晶晶 / 鄧玲     | 中国            |
| 1997年          | 張晶 / 石磊       | 中国            |
| 1999年          | 郭晶晶 / 楊蘭     | 中国            |
| 2000年          | 伊蓮娜 / 帕卡琳娜 | 俄羅斯          |
| 2002年          | 伊蓮娜 / 帕卡琳娜 | 俄羅斯          |
| 2004年          | 郭晶晶 / 吳敏霞   | 中国            |
| 2006年          | 郭晶晶 / 李婷     | 中国            |
| 2008年          | 郭晶晶 / 吳敏霞   | 中国            |
| 2010年          | 吳敏霞 / 何姿     | 中国            |
| 2012年          | 吳敏霞 / 何姿     | 中国            |

| 女子雙人10米跳臺 | 女子雙人10米跳臺 | 女子雙人10米跳臺 |
| 年份             | 冠軍             | 國家             |
| ---------------- | ---------------- | ---------------- |
| 1995年           | 郭晶晶 / 王睿    | 中国             |
| 1997年           | 王睿 / 池彬      | 中国             |
| 1999年           | 李娜 / 桑雪      | 中国             |
| 2000年           | 李娜 / 桑雪      | 中国             |
| 2002年           | 李婷 / 勞麗詩    | 中国             |
| 2004年           | 李婷 / 勞麗詩    | 中国             |
| 2006年           | 陳若琳 / 賈童    | 中国             |
| 2008年           | 陳若琳 / 王鑫    | 中国             |
| 2010年           | 陳若琳 / 汪皓    | 中国             |
| 2012年           | 陳若琳 / 汪皓    | 中国             |

## 外部連結
- 世界水上運動總會 網站  - 管理游泳、跳水、花式游泳、水球、公開水域游泳 項目（页面存档备份，存于）
- 難度系數表 - FINA （页面存档备份，存于）
- 动画描述(3dcg) （页面存档备份，存于）
- 跳水動作樣式圖解 - FINA
- 觀看跳水比賽的注意事項 - 跳水理念 香港跳水資訊網站
- 跳水術語 Diving Glossary 中英對譯 - 跳水理念 香港跳水資訊網站